# Курило-Камчатський жолоб
47°30′ пн. ш. 155°21′ сх. д. / 47.5° пн. ш. 155.35° сх. д.

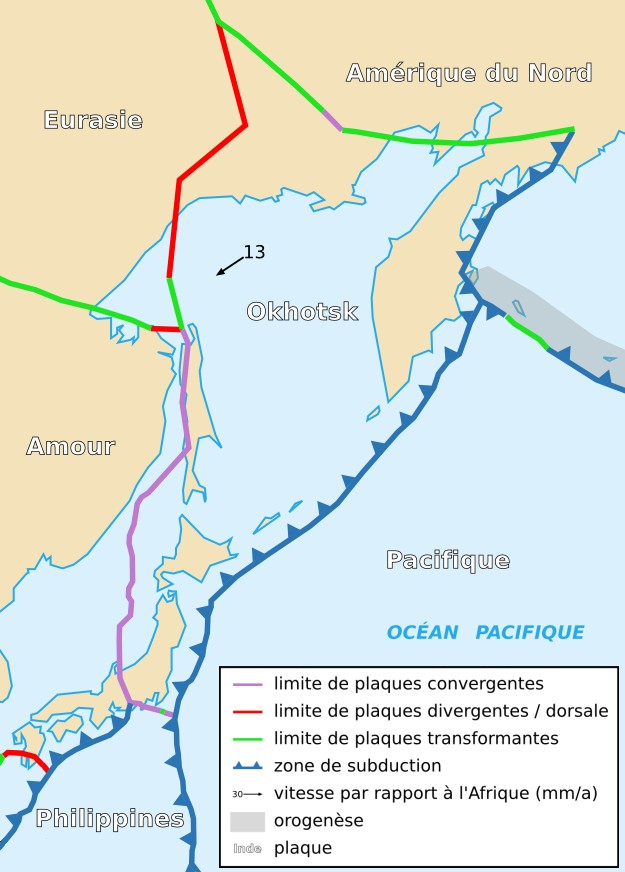
Тектоніка регіону

Кури́ло-Камча́тський жо́лоб — вузький океанічний жолоб в Тихому океані, у східних підводних схилів Курильських островів і південної частини півострова Камчатка.
- Довжина близько 2 000 км.
- Ширина 20-60 км.

Межі западини приблизно збігаються з ізобатою 6 000 м; найбільша глибина 9 717 м (за іншими даними — 10 542 м). На схилах — численні уступи, тераси, а також долини, що спускаються до максимальної глибини.
Простягається від на півночі від трійнику від якого крім нього прямують Улаханський розлом і Алеутський жолоб до Японського жолоба на півдні.
Жолоб був сформований зоною субдукції, яка створила Курильські острови. Тихоокеанська плита пірнає в цьому місці під Охотську плиту приводячи до інтенсивного вулканізму.